# Ayco Duyster
Ayco Duyster (Brussel, 17 januari 1973) is een Vlaamse radiopresentatrice bij Radio 1.
Duyster studeerde Germaanse en Theaterwetenschappen. In 1996 werd ze aangenomen bij Studio Brussel als redactrice en nieuwslezer. In 1997 begon ze als radiopresentatrice voor het programma Metalopolis, later De Bom geheten. Daarna volgden de programma's Antenna en  Radar. Sinds 2000 werkte Duyster voltijds bij Studio Brussel en presenteerde ze op zondagavond het programma Duyster, een muziekprogramma voor muziek die weemoedig van toon is. Ook presenteerde ze Music@Work, het middagblok van Studio Brussel. 's Zomers was ze te horen in All Areas, het festivalprogramma van de zender. Naast haar presentatiewerk spreekt ze ook jingles en documentaires in. In 2008 was Duyster ambassadrice van de actie Music For Life.
De laatste uitzending van Ayco Duyster bij Studio Brussel was op 22 augustus 2015 tijdens All Areas op Pukkelpop. In september stapte ze over naar Radio 1 om er het middagprogramma 'Ayco' te presenteren.
In juni 2020 werd bekend dat vanaf 6 september 2019 Duyster voor 15 weken terug te horen zou zijn de zondagavond op Studio Brussel maar dat is uiteindelijk een volledig seizoen geworden en half juni 2021 werd bekendgemaakt dat er nog een seizoen voor 2021-2022 bijkwam.
Het programma Duyster is sinds september 2022 verhuisd naar Radio 1 op maandag van 22.00 tot 24.00 uur.